# قالب طابع

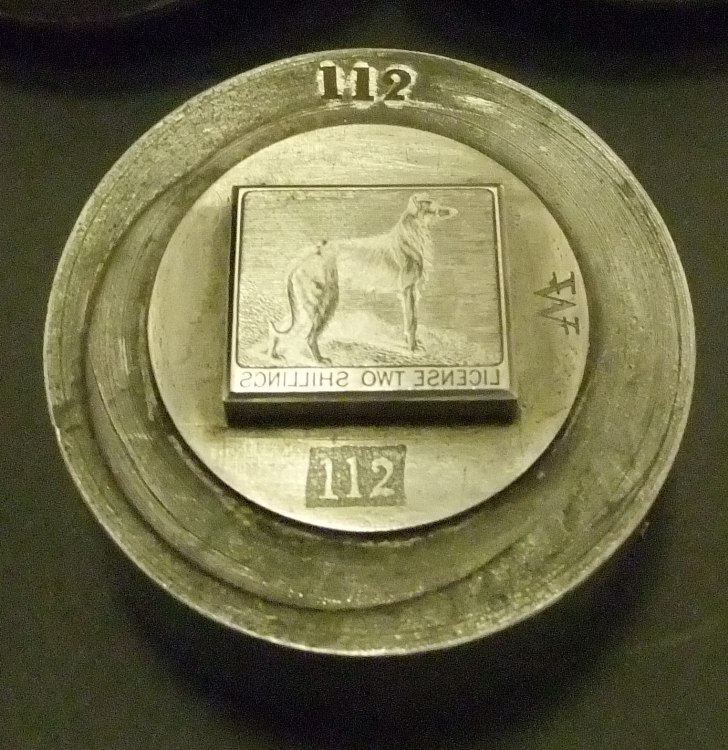
قالب طابع ترخيص الكلاب أصدر في أيرلندا للفترة 1865–1928.

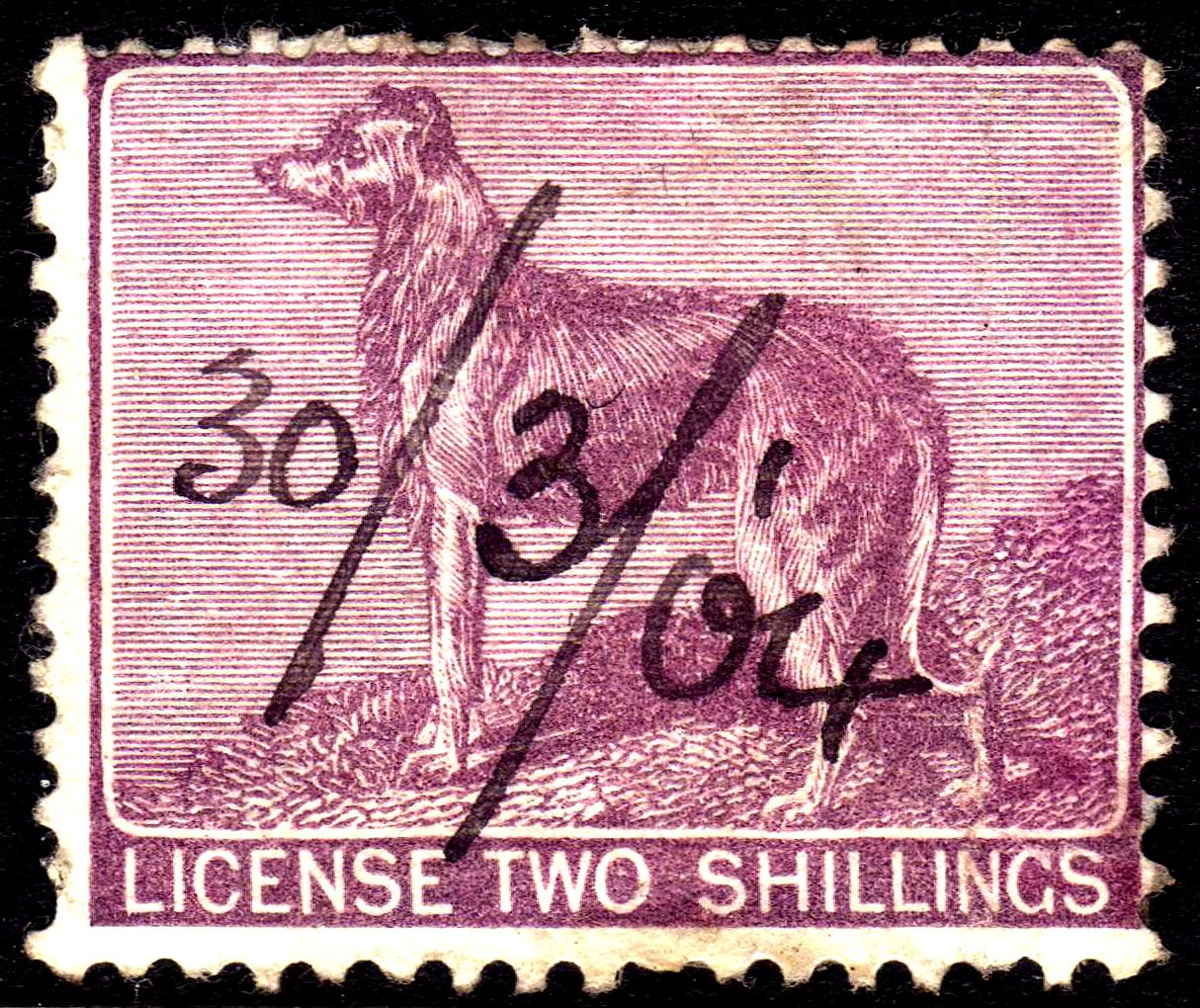
طابع أصدر عام 1904 باستخدام القالب أعلاه.

في علم الطوابع، القالب هو الصورة المحفورة للطابع على المعدن والتي تسحب لاحقًا بمطبعة للطباعة وإنشاء لوحة الطباعة (أو قاعدة الطباعة).